# Kateřina Swynfordová
Kateřina Swynfordová (rozená Kateřina de Roet; 1350 – 10. května 1403) byla třetí manželkou Jana z Gentu, vévody z Lancasteru, syna anglického krále Eduarda III. Před jejich svatbou byla po mnoho let vévodovou milenkou. Jejich děti, narozené před sňatkem, byly později legitimizovány během vlády vévodova synovce Richarda II. Když vévodův syn z prvního manželství Richarda svrhl a stal se králem Jindřichem IV., zavedl ustanovení, že ani oni, ani jejich potomci si nikdy nemohou nárokovat anglický trůn; nicméně, legitimita pro všechna práva byla parlamentní zákon, který Jindřich IV. postrádal pravomoc upravit.
Jejich potomci byli členové rodiny Beaufortů, která sehrála významnou roli během válek růží. Jindřich VII. Tudor, který se stal v roce 1485 anglickým králem, odvozoval svůj nárok na trůn od své matky Markéty Beaufortové, která byla pravnučkou Jana z Gentu a Kateřiny Swynfordové. Jeho právní nárok na trůn byl proto prostřednictvím kognatické a dříve nelegitimní linie. Jindřichovou první akcí bylo prohlásit se za krále „právem dobytí“ zpětně od 21. srpna 1485, den předtím, než jeho armáda porazila Richarda III. v bitvě u Bosworthu.

## Původ a rodina
Kateřina se narodila jako nejmladší potomek Paona de Roet, herolda a později rytíře, který byl "pravděpodobně pokřtěn jako Gilles". Měla několik sourozenců, včetně sester Isabely a Filipy a bratra Waltera. Isabela se kolem roku 1366 stala vznešenou kanovnicí v kolegiátním kostele svaté Waltrudy v Monsu. Filipa se provdala za básníka Geoffreyho Chaucera. Stejně jako manžel byla i Filipa zaměstnaná u dvora a několik let byla ve službách druhé manželky Jana z Gentu, Konstancie Kastilské.

## Život
Kateřina se narodila pravděpodobně v Henegavsku v roce 1349 nebo 1350. Její datum narození mohlo být 25. listopadu, protože to je svátek její patronky, svaté Kateřiny Alexandrijské. (Neexistují žádné informace o roce narození Kateřiny nebo o tom, kde se narodila.)
Kolem roku 1366 v kostele sv. Klementa Danese ve Westminsteru uzavřela Kateřina ve věku šestnácti nebo sedmnácti let výhodný sňatek se sirem Hugem Swynfordem z panství Kettlethorpe v Lincolnshire, rytířem ve službách Jana z Gentu, a synem Thomase Swynforda a Nicole Druelové. Kateřina mu následně porodila několik dětí: Blanku (1. května 1367), Thomase (21. srpna 1368 – 1432) a možná Markétu (kolem roku 1369), později zmiňovanou jako jeptišku prestižního opatství Barking.
Kateřina se připojila k domácnosti Jana z Gentu jako guvernantka jeho dcer Filipy a Alžběty. Churavá vévodkyně Blanka nechala Hugovu a Kateřininu dceru Blanku (svou jmenovkyni) umístit do komnat svých dcer a dopřála jí stejný luxus jaký měly ony; navíc se stal Jan z Gentu kmotrem dítěte.
Nějakou dobu po smrti vévodkyně Blanky v roce 1368 (pravděpodobně mezi lety 1371 a 1372) započal milostný vztah Kateřiny a Jana z Gentu, z něhož vzešly čtyři nemanželské děti, které papež následně během jejich pozdějšího manželství legitimizoval; jejich cizoložný vztah vydržel až do roku 1381, kdy byl z politické nutnosti ukončen a zničil Kateřininu pověst. 13. ledna 1396, dva roky po smrti vévodovy druhé manželky Konstancie Kastilské, se Jan a Kateřina v Lincolnské katedrále vzali. Po smrti Jana z Gentu byla Kateřina známá jako vévodkyně vdova z Lancasteru.

## Potomci
Kateřina měla se sirem Hugem Swynfordem tři děti:
- Blanka Swynfordková (narozena 1367), pojmenována po vévodkyni z Lancasteru a kmotřenka Jana z Gentu.
- Sir Thomas Swynford (1368–1432), narodil se v Lincolnu, zatímco jeho otec sir Hugo Swynford byl na tažení s Janem z Gauntu v Kastilii bojovat za Petra Kastilského
- Markéta Swynfordová (narozena 1369), za pomoci svého budoucího nevlastního otce se stala jeptiškou v prestižním opatství Barking, kde žila pobožný život se svou sestřenicí Alžbětou Chaucerovou, dcerou básníka Geoffreyho Chaucera a matčiny sestry Filipy.

S vévodou Janem z Lancasteru měla Kateřina čtyři děti:
- Jan Beaufort, 1. hrabě ze Somersetu (1373–1410)
- Jindřich Beaufort (1374–1447)
- Tomáš Beaufort, vévoda z Exeteru (1377–1426)
- Johana Beaufortová, hraběnka z Westmorlandu (1379–1440)